# Šiška Deluxe
Šiška Deluxe je slovenski komično-dramski film iz leta 2015 v režiji in po scenariju Jana Cvitkoviča. Film prikazuje tri dolgoletne prijatelje iz Šiške, ki se preživljajo le s priložnostnimi deli. Ko dobijo priložnost, se odločijo odpreti lastno picerijo v stari delavnici pokojne šivilje. Film je bil nominiran v kategoriji srednje in vzhodnoevropskih filmov na Mednarodnem filmskem festivalu v Clevelandu leta 2016.

## Igralci
- Žiga Födransperg kot Fedr
- Marko Miladinovič kot Mile
- David Furlan kot Zekir
- Jana Prepeluh kot Jana
- Petre Arsovski kot Goče
- Marijana Brecelj kot mama Olga
- Aleksandar Rusič kot Sale
- Gala Kovač Mljac kot Kristina
- Marjuta Slamič kot Lili
- Tine Moljk kot tamal
- Uroš Albert kot Albert
- Aleksander Bulatovič kot možakar
- Ludvik Bagari kot Geza Sampari
- Gregor Bakovič kot župnik
- Andrijana Boškoska Batič kot mamica
- Janez Burger kot policaj
- Nataša Burger kot ženska
- Alenka Cilenšek kot Mira
- Srečko Coragič kot regejaš
- Maurizio Fanin kot črpalkar
- Irena Kovačevič kot bejba
- Uroš Kaurin kot policaj
- Luna Pestotnik Stres kot hčerka
- Mitja Tripkovič kot moški
- Raniero Monaco Di Lapio kot lepotec
- Rossana Mortara kot črpalkarica
- Nada Mihajlovič kot bejba
- Nina Orel kot lepotica
- Matteo Oleotto kot ribič
- Olga Kacjan kot gospa
- Primož Petkovšek kot Nataša Savinšek
- Janez Škof kot slikar
- Marinka Štern kot Verica
- Tilen Terpin kot sinček
- Borut Veselko kot slačifant
- Albin Jarić kot stranka v baru